# Jean Locquin
Pour les articles homonymes, voir Locquin.

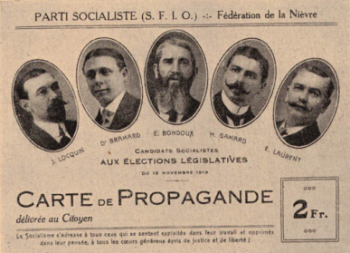
Carte de propagande de la Fédération socialiste de la Nièvre aux élections législatives de 1919, présentent les cinq candidats de la SFIO.

Jean Locquin, né le 6 juin 1879 à Nevers et mort le 23 août 1949 à Saint-Cloud, est un historien d'art et homme politique et avocat français.

## Biographie
Jean Locquin est docteur es Lettres, licencié en droit, diplômé de l'école du Louvre, avec une thèse sur la peinture d'histoire de 1747 à 1785. Il est l'auteur d'un catalogue raisonné de Jean-Baptiste Oudry, peintre animalier sous Louis XV. Il est membre du conseil des musées nationaux et vice-président de l'union centrale des arts décoratifs. 
Il adhère au socialisme dès 1898. En 1908, il succède à son père à la mairie de Balleray dans la Nièvre et y reste maire jusqu'en 1934. En 1913, dans la Nièvre, il est élu conseiller général, pour le canton de Fours jusqu'en 1928, puis celui de Nevers jusqu'en 1934. Il est président du conseil général, de 1924 à 1929. Il est député de la Nièvre de 1914 à 1932, inscrit au groupe socialiste. À l'Assemblée nationale, il s'investit beaucoup au sein de la Commission de la Marine, dont il est secrétaire, et au sein de la Commission de l'Enseignement et des Beaux-Arts. En 1935, il participe avec succès aux élections municipales à Nevers sur une liste de type Front populaire, commune SFIO et SFIC-PC. Il devient alors le premier-adjoint au nouveau maire de Nevers, Michel Gaulier, cela jusqu'en mars 1941, date à laquelle, sous l'Occupation, cette municipalité est remplacée par décret par le régime de Vichy.
Jean Locquin est inhumé au cimetière Jean Gautherin à Nevers.
Il est le frère du peintre Maurice Locquin, mort pour la France (1885-1915).

## Œuvres
- La peinture d'histoire en France de 1747 à 1785, Arthena, 1978 ; réédition de l'édition Henri Laurens, 1912 lire en ligne sur Gallica